# Cakanovac
Cakanovac (izvirno srbsko Цакановац) je naselje v Srbiji, ki upravno spada pod Občino Preševo; slednja pa je del Pčinjskega upravnega okraja.

## Demografija
V naselju, katerega izvirno (srbsko-cirilično) ime je Цакановац, živi 150 polnoletnih prebivalcev, pri čemer je njihova povprečna starost 34,7 let (32,8 pri moških in 36,5 pri ženskah). Naselje ima 63 gospodinjstev, pri čemer je povprečno število članov na gospodinjstvo 3,51.
To naselje je, glede na rezultate popisa iz leta 2002, večinoma srbsko.
|  |

| Demografija | Demografija     | Demografija     |
| Leto        | Št. prebivalcev | Št. prebivalcev |
| ----------- | --------------- | --------------- |
|             |                 |                 |
|             |                 |                 |
|             |                 |                 |
|             |                 |                 |
| 1948        | 278             |                 |
| 1953        | 271             |                 |
| 1961        | 313             |                 |
| 1971        | 233             |                 |
| 1981        | 188             |                 |
| 1991        | 183             | 179             |
| 2002        | 271             | 221             |
|             |                 |                 |

| Etnična sestava po popisu iz leta 2002 | Etnična sestava po popisu iz leta 2002 | Etnična sestava po popisu iz leta 2002 | Etnična sestava po popisu iz leta 2002 | Etnična sestava po popisu iz leta 2002 |
| -------------------------------------- | -------------------------------------- | -------------------------------------- | -------------------------------------- | -------------------------------------- |
| Srbi                                   | Srbi                                   |                                        | 186                                    | 84,16%                                 |
| Albanci                                | Albanci                                |                                        | 32                                     | 14,47%                                 |
| Makedonci                              | Makedonci                              |                                        | 3                                      | 1,35%                                  |
| Neznano                                | Neznano                                |                                        | 0                                      | 0,0%                                   |